# Japan Iowa Tour
A Japan Iowa Tour foi uma digressão de 2002 no Japão que teve como cabeça-de-cartaz os Slipknot, em suporte ao seu segundo álbum de estúdio Iowa (2001). A digressão arrancou a 4 de Abril de 2002 com dois concertos no Tokyo Bay NK Hall em Tóquio. Esta série de concertos fez parte da digressão mundial em promoção a Iowa, tendo sido precedida pela parte europeia.